# Jesús Murgui Soriano

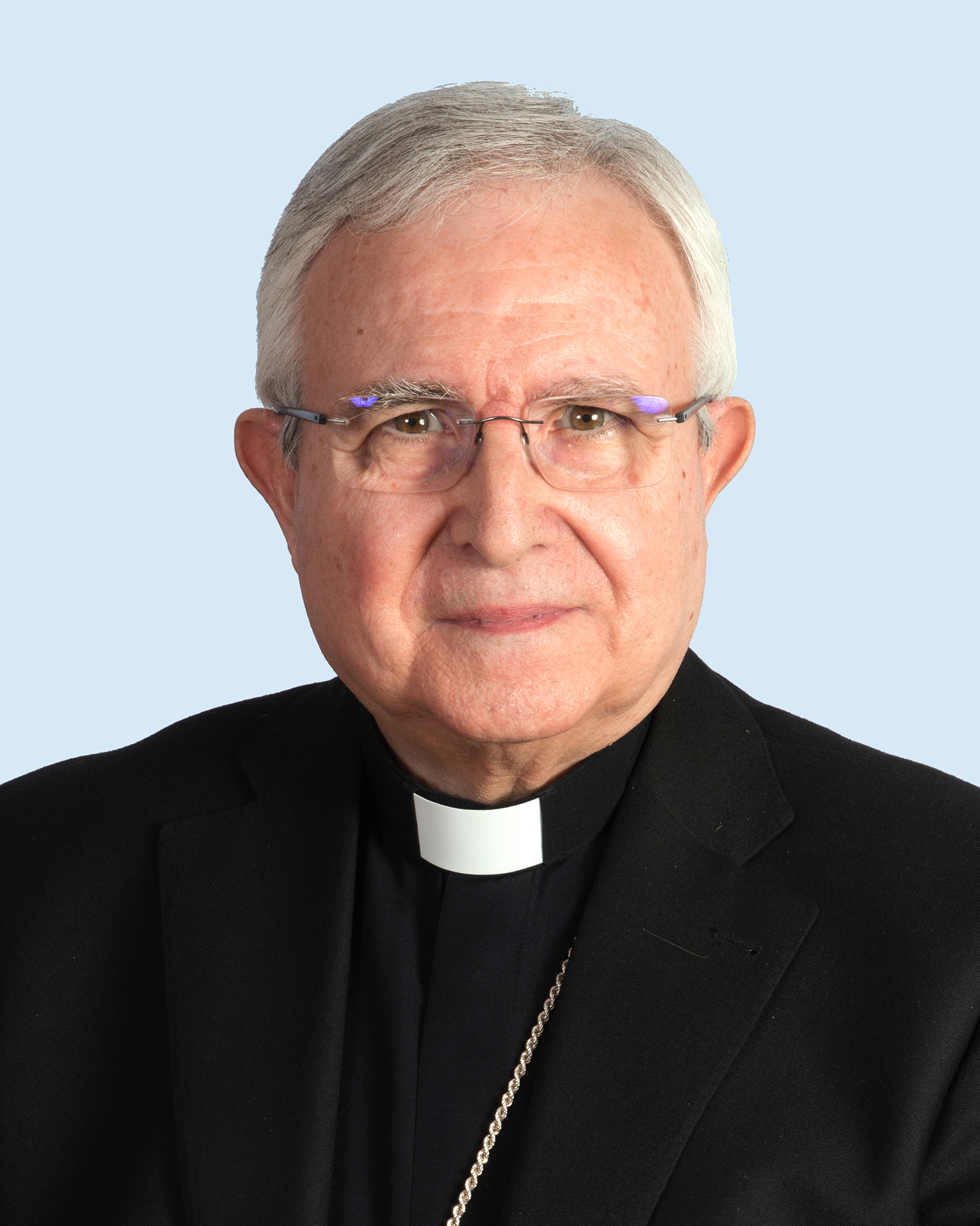
Bischof Jesús Murgui (2017)

Bischofswappen

Jesús Murgui Soriano (* 17. April 1946 in Valencia, Spanien) ist ein spanischer Geistlicher und emeritierter römisch-katholischer Bischof von Orihuela-Alicante.

## Leben
Jesús Murgui Soriano empfing am 21. September 1969 das Sakrament der Priesterweihe für das Erzbistum Valencia. 
Am 25. März 1996 ernannte ihn Papst Johannes Paul II. zum Titularbischof von Lete und bestellte ihn zum Weihbischof in Valencia. Der Erzbischof von Valencia, Agustín García-Gasco Vicente, spendete ihm am 11. Mai desselben Jahres die Bischofsweihe; Mitkonsekratoren waren der Erzbischof von Barcelona, Ricardo María Kardinal Carles Gordó, und der Apostolische Nuntius in Spanien, Erzbischof Lajos Kada.
Am 27. Dezember 2003 ernannte ihn Johannes Paul II. zum Bischof von Mallorca. Die Amtseinführung erfolgte am 21. Februar 2004. Papst Benedikt XVI. ernannte ihn am 27. Juli 2012 zum Bischof von Orihuela-Alicante.
Papst Franziskus nahm am 7. Dezember 2021 seinen altersbedingten Rücktritt an.